# Oh, Lady Be Good!
Oh, Lady Be Good! ist ein Song von George Gershwin (Musik) und Ira Gershwin (Text) aus dem Jahr 1924. Er wurde für das Broadway-Musical Lady, Be Good geschrieben.

## Der Song
Der Song ist fast durchweg in G-Dur gehalten und in der AABA-Form angelegt.  Er ist eigentlich eine Ballade. Der Song hat ein sehr sparsames Thema mit im A-Teil sechzehn Tönen, an dem eigentlich musikalisch nur eine abfallende Triolenfigur in Takt 3 (d-h-g) und in Takt 5 (c-d-a), die zu einem langen d eine Oktave tiefer führte, auffällig ist. Auf dieser Triole wurden die Worte „Lady be good“ (und später dann „misunderstood“ oder „babe in the wood“) platziert.

## Wirkungsgeschichte

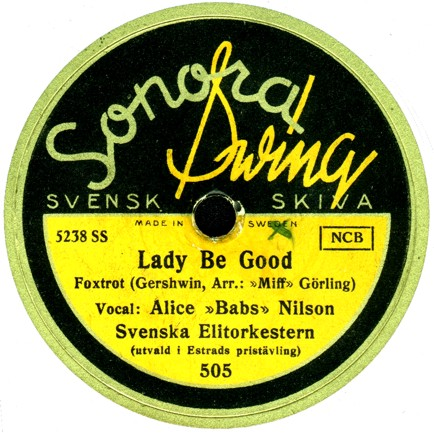
Lady Be Good auf einer 78er von Alice Babs, 1940er Jahre

Als Titel des Musicals war ursprünglich Black-Eyed Susan vorgesehen, aber als die Dramatiker Guy Bolton und Fred Thompson den Song erstmals hörten, entschieden sie, das Musical Lady, Be Good zu nennen. In dem Musical spielten Fred und Adele Astaire die Hauptrollen. Den Song Oh, Lady Be Good! hat in der ersten Inszenierung für 330 Aufführungen, beginnend mit der Uraufführung am 1. Dezember 1924, der Komödienschauspieler Walter Catlett gesungen.
1925 kam der Song dreimal in die Charts, zweimal davon in einer Instrumentalversion:
- Orchester Paul Whiteman (Instrumental, #2)
- Carl Fenton and his Orchestra (Instrumental, #9)
- Cliff Edwards (#13)

Später ist der Song ein Jazzstandard geworden; dazu wurde er in wenigstens mittelschnellem Tempo interpretiert: Coleman Hawkins hatte ihn bereits 1934 bei seiner ersten Europatournee im Repertoire. Der Saxofonist Lester Young hat 1936 eines seiner bekanntesten Soli in diesem Song mit dem Orchester von Count Basie gespielt. Weitere Versionen wurden von Alice Babs, Benny Goodman, Glenn Miller, Django Reinhardt, Slim & Slam, Art Tatum, den Kansas City Five,  Teddy Wilson, Lionel Hampton, Sidney Bechet, Fats Navarro/Tadd Dameron, Joe Pass, Zoot Sims, Earl Wild und Snooky Young eingespielt. Das Ernst Höllerhagen Quartett nahm eine Version 1945 in Zürich auf; in Deutschland wurde der Titel auf dem ersten Deutschen Jazzfestival 1953 von einer Bigband gespielt, der u. a. Fred Bunge, Max Greger, Paul Kuhn und Hans Last angehörten.
Besonders ist der Song mit der Sängerin Ella Fitzgerald verbunden. Fitzgerald hat den Song mehrere Mal aufgenommen; ihre Aufnahme aus dem Jahr 1947 mit dem Orchester von Bob Haggart ist für Fitzgeralds Scat-Solo bekannt. Der Song wurde zu einem beliebten Jamsession-Stück und insbesondere bei den Jazz-at-the-Philharmonic-Konzerten immer wieder zur Aufführung gebracht. Dizzy Gillespie verwendete das Stück auch als komische Nummer für Sänger Joe Carroll. Dee Dee Bridgewater interpretierte es in Referenz an Ella Fitzgerald.
Der Song wurde auch in dem Film Lady Be Good (1941, Regie: Norman Z. McLeod) gespielt.